# 牛皋
牛皋（1087年—1147年），字伯远，汝州鲁山（今河南省平顶山市鲁山县）人，南宋抗金名将岳飞最为倚重的将领之一，官至捧日天武四厢都指挥使、宁国军承宣使、荆湖南路马步军副都总管，追赠安德军节度使。

## 生平
宋高宗建炎元年（1127年）应募弓手。金军南侵，牛皋聚众抵抗，数有战功，借补武翼大夫、荣州刺史、京西北路招抚司中军统领。建炎三年（1129年），金军再次侵入京西，牛皋连胜数战，汝州知州王俊借补其为武节大夫、果州团练使。翌年正月，东京留守上官悟辟为同统制兼提点京西南路刑狱公事。金人入侵江西后从荆门北归，牛皋伏击得胜，京西招捉副使王俊借补其为武功大夫、和州防御使，充五军都统制。绍兴元年（1131年），高宗南渡，长江以北全部沦陷，牛皋不得已投降伪齐，官至右武大夫、和州防御使、添差郑州兵马钤辖。三年（1133年）二月，牛皋与武德大夫、知汝州事彭归附南宋，授左武大夫、安州观察使、蔡唐州信阳军镇抚使兼知蔡州。年底划归镇南军承宣使、神武后军统制、京南西路舒蕲州制置使岳飞节制，为神武后军中军统领兼制置司中军统制。

### 岳飞帳下
绍兴四年（1134年），清远军节度使、神武后军统制、湖北路荆、襄、潭州制置使、特封武昌县开国子、食邑五百户、食实封二百户。岳飞收复襄阳六郡后，以牛皋为唐、邓、郢州、襄阳府安抚副使，负责戍守。同年底，以救援淮西之功，升转中侍大夫（从五品，武阶五十二阶第七阶，横行正使十三阶第六阶）。
绍兴五年（1135年），以平定杨么之功，生擒杨么，升转武泰军承宣使（（正四品，遥郡武阶五阶第一阶）、充行营后护军中军统制。
绍兴六年（1136年），岳飞为检校少保、镇宁、崇信军节度使、充湖北、京西南路宣抚副使、行营后护军都统制、兼本路营田使、武昌郡开国公、食邑二千户、食实封八百户，以牛皋为湖北京西路宣抚司左军统制。
绍兴七年（1137年），中侍大夫、武泰军承宣使、湖北京西路宣抚司左军统制牛皋落阶官，为建州观察使（正五品，正任武阶六阶第三阶）。后加龙、神卫四厢都指挥使（从五品，禁军军职，为加官）。
绍兴十年（1140年），以北伐之功，除捧日、天武四厢都指挥使（从五品，禁军军职，位在龙衛、神卫四厢都指挥使之右，为加官）、成德军承宣使，后兼提举一行事务（可代替岳飞指挥）。

### 晚年與過世
绍兴十一年（1141年），湖北京西路宣抚使兼营田大使岳飞被解除兵权之后，其军番号由行营后护军改名鄂州驻扎御前诸军，暂由御前中军统制、权都统制王贵节制，御前前军统制（军职，次于都统制）、权副都统制（军职，都统制副手）张宪副之。牛皋为鄂州驻扎御前左军统制，加真定府路马步军副总管。后转宁国军承宣使，加荆湖南路马步军副总管。
绍兴十七年（1147）年三月，因对绍兴和议表示不满，被鄂州駐紮御前都统制田师中毒死，时年六十一岁。五月追赠安德军节度使（从二品，正任武阶六阶第一阶）。

## 牛皋墓
位於浙江杭州西湖北侧棲霞嶺上紫雲洞口。墓以石塊砌成，坐西朝東，墓碑鐫「宋輔文侯牛皋之墓」，墓道前建有石坊。北側有碑，上有《重修宋輔文侯牛公墓記》。周圍松竹環繞。墓地簡潔爽淨，石牌坊上有聯：“將軍氣節高千古，震世英風伴鄂王”。

## 京劇臉譜
牛皋的臉譜為灰臉三塊瓦臉，鳥眼窩細眉予，象徵機智；寬鼻窩表示雄健威猛。頭戴紮巾盔，黑髯、黑耳毛，身穿硬靠。盔耳下飄垂紅穗，更加強了造型的生動。

## 延伸阅读
[在维基数据编辑]
 《宋史·卷368》，出自脱脱《宋史》
 在维基共享资源阅览影像